# Jolivue
Jolivue és una concentració de població designada pel cens dels Estats Units a l'estat de Virgínia. Segons el cens del 2000 tenia 1.037 habitants.

## Demografia
Segons el cens del 2000, Jolivue tenia 1.037 habitants, 551 habitatges, i 249 famílies. La densitat de població era de 203,2 habitants per km².
Dels 551 habitatges en un 17,8% hi vivien nens de menys de 18 anys, en un 34,5% hi vivien parelles casades, en un 7,8% dones solteres, i en un 54,8% no eren unitats familiars. En el 49,4% dels habitatges hi vivien persones soles el 26,7% de les quals corresponia a persones de 65 anys o més que vivien soles. El nombre mitjà de persones vivint en cada habitatge era d'1,88 i el nombre mitjà de persones que vivien en cada família era de 2,76.
Per edats la població es repartia de la següent manera: un 17,7% tenia menys de 18 anys, un 6,1% entre 18 i 24, un 30,3% entre 25 i 44, un 20,9% de 45 a 60 i un 25% 65 anys o més.
L'edat mediana era de 42 anys. Per cada 100 dones de 18 o més anys hi havia 70,6 homes.
La renda mediana per habitatge era de 27.672 $ i la renda mediana per família de 40.150 $. Els homes tenien una renda mediana de 29.313 $ mentre que les dones 25.395 $. La renda per capita de la població era de 18.905 $. Entorn del 6% de les famílies i el 10,4% de la població estaven per davall del llindar de pobresa.

## Poblacions més properes
El següent diagrama mostra les poblacions més properes.